# Tenkiller
Tenkiller és una concentració de població designada pel cens dels Estats Units a l'estat d'Oklahoma. Segons el cens del 2000 tenia 549 habitants.

## Demografia
Segons el cens del 2000, Tenkiller tenia 549 habitants, 198 habitatges, i 155 famílies. La densitat de població era d'11,2 habitants per km².
Dels 198 habitatges en un 36,4% hi vivien nens de menys de 18 anys, en un 60,1% hi vivien parelles casades, en un 13,1% dones solteres, i en un 21,7% no eren unitats familiars. En el 18,7% dels habitatges hi vivien persones soles el 7,6% de les quals corresponia a persones de 65 anys o més que vivien soles. El nombre mitjà de persones vivint en cada habitatge era de 2,77 i el nombre mitjà de persones que vivien en cada família era de 3,09.
Per edats la població es repartia de la següent manera: un 30,1% tenia menys de 18 anys, un 5,1% entre 18 i 24, un 29,1% entre 25 i 44, un 23,7% de 45 a 60 i un 12% 65 anys o més.
L'edat mediana era de 37 anys. Per cada 100 dones de 18 o més anys hi havia 105,3 homes.
La renda mediana per habitatge era de 24.712 $ i la renda mediana per família de 26.618 $. Els homes tenien una renda mediana de 21.250 $ mentre que les dones 26.750 $. La renda per capita de la població era de 12.366 $. Entorn de l'11,4% de les famílies i el 21% de la població estaven per davall del llindar de pobresa.

## Poblacions més properes
El següent diagrama mostra les poblacions més properes.